# Město Touškov
Město Touškov (en allemand : Stadt Tuschkau) est une ville du district de Plzeň-Nord, dans la région de Plzeň, en Tchéquie. Sa population s'élevait à 2 186 habitants en 2022.

## Géographie
Město Touškov est arrosée par la Mže, un affluent de la Radbuza, et se trouve à 10 km au nord-ouest du centre de Plzeň et à 92 km au sud-ouest de Prague.
La commune se compose de deux quartiers séparés par la commune de Čeminy. Le quartier de Město Touškov est limité par Líšťany et Čeminy au nord, par Plzeň à l'est, par Vochov et Kozolupy au sud, et par Bdeněves et Újezd nade Mží à l'ouest. Le quartier de Kůští est limité par Nevřeň et Příšov au nord, par Chotíkov à l'est, par Plzeň au sud-est et par Čeminy au sud et à l'ouest .

## Histoire
La première mention écrite de la localité date de 1115.

## Administration
La commune se compose de deux sections :
- Kůští
- Město Touškov

## Transports
Par la route, Město Touškov se trouve à 11 km du centre de Plzeň et à 104 km de Prague.

## Source
- (cs) Cet article est partiellement ou en totalité issu de l’article de Wikipédia en tchèque intitulé « Město Touškov » (voir la liste des auteurs).